# Rio Casa Grandes
O Rio Casa Grandes é um rio do interior do México, cuja bacia é a sétima maior do México.